# ملكة جمال أمريكا 2001
مسابقة ملكة جمال أمريكا 2001 ، مسابقة ملكة جمال أمريكا الرابعة والسبعين ، من قاعة الممشى في أتلانتيك سيتي ، نيو جيرسي تم بث مسابقة يوم السبت 14 أكتوبر 2000 على شبكة أيه بي سي. كانت هذه هي المرة الأولى التي يتم فيها المسابقة خارج شهر سبتمبر التقليدي. تم نقله إلى أكتوبر لأن دورة الألعاب الأولمبية الصيفية 2000 عقدت في سبتمبر.

## النتائج

### المراكز النهائية
| النتائج النهائية      | اسم المتنافسة |
| --------------------- | --- |
| ملكة جمال أمريكا 2001 | - هاواي - أنجيلا بيريز باراكيو                                                                                             |
| الوصيفة الأولى        | - لويزيانا - فيث جنكينز |
| الوصيفة الثانية       | - كاليفورنيا - ريتا نغ |
| الوصيفة الثالثة       | - ميسيسيبي - كريستي ماي |
| الوصيفة الرابعة       | - كنتاكي - ويتني رينيه بويلز                                                                                               |
| أفضل 10               | - نيو جيرسي - جيل هورنر - بنسلفانيا - ميليسا جيكا - ألاباما - جانا ساندرسون - ميشيغان - شيفون بيرتون - تكساس - تارا واتسون |